# Thaumalea botosaneanui
Thaumalea botosaneanui är en tvåvingeart som beskrevs av Vaillant 1969. Thaumalea botosaneanui ingår i släktet Thaumalea och familjen mätarmyggor. Inga underarter finns listade i Catalogue of Life.